# Тотожність чотирьох квадратів
Тотожність чотирьох квадратів — алгебраїчна тотожність, що стверджує:  добуток суми чотирьох квадратів на іншу суму чотирьох квадратів також буде сумою чотирьох квадратів:
{\displaystyle \ (a_{1}^{2}+a_{2}^{2}+a_{3}^{2}+a_{4}^{2})(b_{1}^{2}+b_{2}^{2}+b_{3}^{2}+b_{4}^{2})=}
{\displaystyle \ (a_{1}b_{1}-a_{2}b_{2}-a_{3}b_{3}-a_{4}b_{4})^{2}+}
{\displaystyle \ (a_{1}b_{2}+a_{2}b_{1}+a_{3}b_{4}-a_{4}b_{3})^{2}+}
{\displaystyle \ (a_{1}b_{3}-a_{2}b_{4}+a_{3}b_{1}+a_{4}b_{2})^{2}+}
{\displaystyle \ (a_{1}b_{4}+a_{2}b_{3}-a_{3}b_{2}+a_{4}b_{1})^{2}.}
Леонард Ейлер написав її в своєму листі до Ґольдбаха від 4 травня 1748 року.
Дана тотожність може бути подана у вигляді: добуток модулів двох кватерніонів дорівнює модулю їх добутку.
{\displaystyle \ |ab|=|a||b|}.
Подібна тотожність справедлива для довільного комутативного кільця.
Тож аналогічне твердження справедливе також для дійсних чисел (тривіальне твердження), комплексних чисел (відоме як тотожність Брамагупти) та октоніонів.